# Facundo Toro
Daniel Facundo Toro (Buenos Aires, 12 de noviembre de 1973) es un cantante de folklore argentino. Poseedor de una extensa carrera, Toro es hijo del legendario folklorista Daniel Toro.

## Carrera
Facundo Toro comienza su carrera en 1994, cuando aparece como la revelación en Bolivia. En 1995 llega a Córdoba, Argentina, donde actúa en "En los nocheros" de Ismael Rossi.
Al año siguiente, en el Festival de Cosquín, su padre Daniel Toro lo presenta ante la plaza como "su heredero".
En 1997 es nominado en la categoría de "Artista Revelación" en el Festival Nacional de la Doma. Pocos días después ocurre lo mismo en el Festival de Cosquín, a exactos 30 años de la consagración de su padre. El 16 de febrero de ese año, en Villa Carlos Paz, es distinguido con el premio "Artista Revelación de Concert '97" en una ceremonia  
En 1999 es galardonado con el premio "Artista Consagración de Cosquín", máximo premio al que aspira todo cantante folclórico. Ese mismo año edita su tercer álbum.
A finales de 2000 comienza en Bs As la grabación de su cuarto álbum. El álbum fue lanzado en el mes de julio a nivel nacional, bajo el título Por Seguirte La Corriente.
En 2004 presenta su quinto álbum, Una Esperanza, con el Chaqueño Palavecino como artista invitado. En el 2006 edita su sexto álbum.
Facundo Toro continúa lanzando discos, siendo hasta ahora el más reciente del año 2016. El 31 de enero de 2022 se presenta en la "última luna" (último día) de la edición de ese año del Festival de Cosquín, como uno de los artistas más importantes y ya consagrados por el festival.

## Discografía
- Boquita de cereza (1995)
- Dibujaré tu corazón (1996)
- Te quiero hasta la luna (1997)
- Entre tú & yo (1999)
- Por seguirte la corriente (2001)
- Una esperanza (2004)
- Infinita esencia (2006)
- El grito de mi corazón (2009)
- Los Nombradores del Alba - Vol 1 (Con Nacho Prado y Daniel Campos) (2009)
- Amor eterno (2010)
- 20 años (2012)
- Infinita esencia (2013)
- La historia (2014)
- Mi interior (2016)
- Los Nombradores del Alba - Vol 2 ( Con Nacho Prado y Daniel Campos) (2016)